# Platja Mendía
La Platja  Mendía, al concejo de Ribadedeva, Astúries, Espanya, és una platja que és considerada paisatge protegit, des del punt de vista mediambiental (per la seva vegetació i en part per paisatge càrstic). Per aquest motiu està integrada en el Paisatge Protegit de la Costa Oriental d'Astúries, igual que les estribaciones orientals de la serra de Cuera, a escassa distància i que confereixen al paisatge de la platja un atractiu més.
En aquesta platja pot observar-se la presència d'aus incloses entre el Catàleg d'Espècies Amenaçades, i a l'hivern abunden aus típiques de muntanya, que utilitzen amb freqüència els penya-segats llaniscos.
La costa del municipi de Ribadedeva s'estén al llarg de nou quilòmetres que en la seva majoria són penya-segats (com el Santiuste), i es despleguen entre la pròpia platja i la ria de Tina Major, en la desembocadura del riu Deva.

## Descripció
La platja Mendía, que també es coneix com a Regolguero, és platja d'amplària variable, que presenta uns accessos difícils, ja que només s'accedeix a ella en marea baixa des de la platja de La Franca (sent un recorregut no mancat d'inconvenients), podent-se descriure com una platja envoltada de penya-segats.
Se situa al costat de les platges properes de : El Oso, i La Franca i El Viver, amb les quals forma un conjunt de platges de gran interès turístic, malgrat que només la de La Franca té uns accessos adequats per al seu ús majoritari. A més, al no comptar amb instal·lacions per a turistes, ni amb un accés fàcil, es mantenen en un estat de conservació mediambiental extraordinari, que els aporta major valor.
Prop d'ella es troba també una petita cala de pedra i un petit arenal (que només es pot contemplar amb baixamar), amb un accés molt difícil i escarpat, coneguda com El Regolgueru, a la qual es pot arribar pel camí que porta al mirador del Picu, tot això en la localitat de Pimiango, del concejo de Ridabebeva.